# Christian van Singer

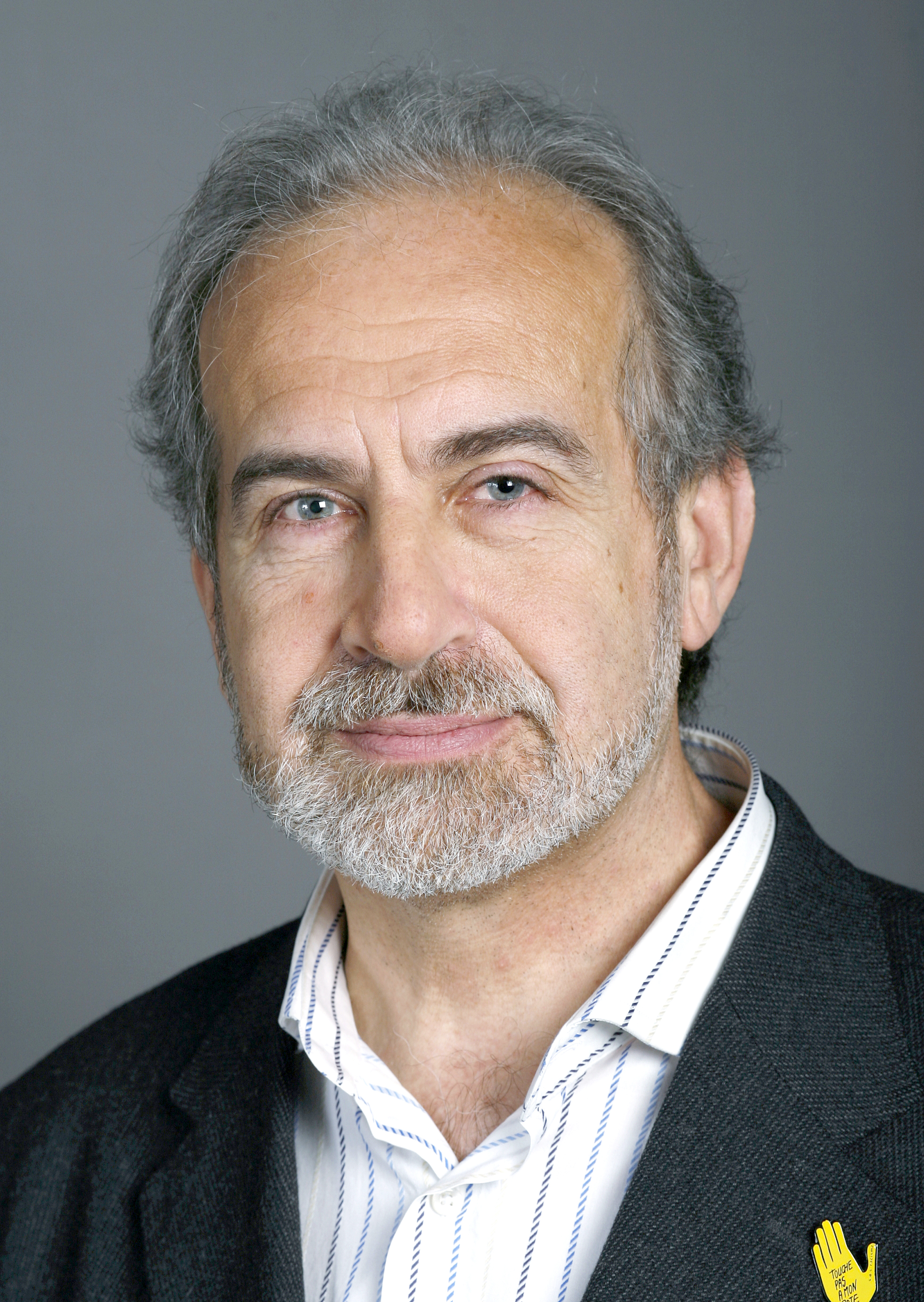
Christian van Singer

Christian van Singer (* 20. Januar 1950 in Triest) ist ein Schweizer Politiker (Grüne). Er war 2007 bis 2015 Mitglied des Nationalrats.
Von 2000 bis November 2007 gehörte van Singer dem Grossen Rat des Kantons Waadt an. Er wurde bei den Wahlen vom 21. Oktober 2007 in den Nationalrat gewählt. Dort war er Vizepräsident der Kommission für öffentliche Bauten (KöB) sowie Mitglied in der Kommission für Umwelt, Raumplanung und Energie (UREK).
Der Physiker ist verheiratet, hat zwei Kinder und wohnt in La Croix.